# 10 złotych 1967 Maria Skłodowska-Curie
10 złotych 1967 Maria Skłodowska-Curie – okolicznościowa moneta dziesięciozłotowa, wprowadzona do obiegu 7 listopada 1967 r. zarządzeniem z 25 września 1967 r., wycofana 1 stycznia 1978 zarządzeniem Ministra Finansów z dnia 21 maja 1977 r. (Monitor Polski nr 14, poz.79).
Monetę wybito z okazji setnej rocznicy urodzin Marii Skłodowskiej-Curie. Była bita w ramach serii tematycznej Wielcy Polacy.

## Awers
W centralnym punkcie umieszczono godło – orła bez korony, pod orłem rok 1967, dookoła napis „POLSKA RZECZPOSPOLITA LUDOWA”, a pod łapą orła znak mennicy w Warszawie.

## Rewers
Na tej stronie monety znajduje się twarz Marii Skłodowskiej-Curie, z lewej strony napis w kilku rzędach „SETNA ROCZNICA URODZIN MARII SKŁODOWSKIEJ-CURIE 10 ZŁ”, a na dole pod brodą monogram projektanta.

## Nakład
Monetę bito w Mennicy Państwowej, w miedzioniklu, na krążku o średnicy 28 mm, masie 9,5 grama, z rantem ząbkowanym, w nakładzie 2 000 000 sztuk, według projektu Józefa Markiewicza-Nieszcza.

## Opis
Dziesięciozłotówka była jedną z trzynastu dziesięciozłotówek obiegowych z okolicznościowym wizerunkiem bitych w latach 1964–1972 w Mennicy Państwowej, na krążkach o dwóch średnicach:
- 31 mm (1964–1965), 4 typy oraz
- 28 mm (1966–1972), 9 typów.

Okolicznościowe dziesięciozłotówki jeszcze w pierwszej połowie lat siedemdziesiątych dwudziestego wieku, w obrocie pieniężnym występowały dość powszechnie, ze względu na fakt, że stanowiły ponad 17 procent całej emisji dziesięciozłotówek będących w obiegu (w roku 1973).
Moneta została wycofana z obiegu przez NBP w wyniku systemowej redukcji średnicy dziesięciozłotówek do 25 mm w związku z wprowadzeniem do obiegu monet o nominale 20 złotych i średnicy 29 mm.

## Powiązane monety
Maria Skłodowska-Curie została również upamiętniona na:
- monecie kolekcjonerskiej 100 złotych w srebrze z 1974 roku, z twarzą z profilu, na tle promieni,
- monecie kolekcjonerskiej 2000 złotych w złocie z 1979 roku, z rewersem zgodnym z monetą kolekcjonerska z 1974,
- monecie próbnej kolekcjonerskiej 100 złotych, w srebrze, o tym samym rysunku rewersu co moneta kolekcjonerska z 1974, ale o odmiennym awersie,
- monecie próbnej kolekcjonerskiej 100 złotych w srebrze z prawym półprofilem.

## Wersje próbne
Istnieje wersja tej monety należąca do serii próbnej w niklu z wypukłym napisem „PRÓBA”, wybita w nakładzie 500 sztuk oraz wersje próbne technologiczne, z wypukłym napisem „PRÓBA”, w miedzioniklu, z rantem ząbkowanym (16 sztuk) i gładkim (10 sztuk).
W serii monet próbnych niklowych i jako próba technologiczna w miedzioniklu istnieje konkurencyjny projekt monety 10 złotych, z lewym profilem Marii Skłodowskiej-Curie w nakładzie 500 sztuk i 25 sztuk odpowiednio.